# بريندان بيني
بريندان بيني (بالإنجليزية: Brendan Penny) ممثل سينمائي و تلفزيوني كندي .

## روابط خارجية
- بريندان بيني على موقع IMDb (الإنجليزية)
- بريندان بيني على موقع ألو سيني (الفرنسية)
- بريندان بيني على موقع أول موفي (الإنجليزية)
- بريندان بيني على موقع قاعدة بيانات الفيلم (الإنجليزية)